# Konrad V Kącki
Konrad V Kącki, także Konrad V Kantner (ur. między 1381 a 1387, zm. 10 września 1439) – książę oleśnicki z dynastii Piastów.
Syn księcia Konrada III Starego i nieznanego pochodzenia Guty. Najpóźniej w 1411 poślubił Małgorzatę, której pochodzenie nie jest znane. Z tego związku narodziło się pięcioro dzieci – dwaj synowie oraz trzy córki:
- Konrad IX Czarny
- Konrad X Biały Młodszy
- Agnieszka oleśnicka  (zm. 1448), ⚭ 1437 Kaspara Schlicka(inne języki) (1396-1449), hrabiego Passau i Weißkirchen[1]
- Anna oleśnicka
- Małgorzata oleśnicka.